# Labichea cassioides
Labichea cassioides är en ärtväxtart som beskrevs av Dc. Labichea cassioides ingår i släktet Labichea och familjen ärtväxter. Inga underarter finns listade i Catalogue of Life.